# Bonnie Pointer
Bonnie Pointer, född 11 juli 1950 i Oakland, Kalifornien, död 8 juni 2020 i Los Angeles, var en amerikansk sångerska, mest känd som medlem i gruppen The Pointer Sisters. Hon fick även en hit med sololåten ”Heaven Must Have Sent You” år 1979.